# Monolito Fundacional de Neuquén
El Monolito Fundacional de Neuquén es un monumento ubicado en la ciudad de Neuquén, Argentina. Fue construido en 1904 para conmemorar la designación de la ciudad como capital del Territorio Nacional de Neuquén. En 1954 se traslada a su ubicación moderna, siendo en la actualidad un lugar un ícono histórico de la ciudad y estando presente en el escudo de la ciudad.

## Historia
En 1904, la capitalidad del Territorio Nacional de Neuquén es trasladada desde Chos Malal hacía la actual ciudad de Neuquén. Por ello, para conmemorar la designación de la localidad como capital del territorio, se decidió construir un monolito en honor a este acontecimiento. Así, el 12 de septiembre del mismo año se coloca el monolito como piedra fundamental en el acto de fundación de la ciudad con la participación del ministro Joaquín Víctor González.
El monolito estaba ubicado en la intersección de la Avenida Argentina y Calle Julio Argentino Roca enfrente al Chateaux Gris el cual era un edificio de madera construido para ser sede de la gobernación del territorio y que posteriormente fue el sitio de la municipalidad neuquina.
Años después, en 1950, el Chateaux Gris fue demolido para que se iniciara la construcción del monumento a José de San Martín. Por esa razón, en 1954, el monolito fundacional es trasladado a la antigua ubicación del edificio de madera y donde se localizaba anteriormente el monolito es construido el monumento a José de San Martín que fue inaugurado el 12 de septiembre de ese año. Durante el traslado del monolito, se encontraron monedas de la época y una caja con papeles con gran parte de la escritura ilegible pero que se presume que ese papel era la acta fundacional de la ciudad de Neuquén.
En la actualidad, este monumento es un ícono histórico de la ciudad siendo incluido en recorridos turísticos y en el escudo de la ciudad.